# Fórmula explícita
En matemática, la fórmula explícita para funciones L son un conjunto de ecuaciones que relacionan sumas sobre «ceros complejos» o «no triviales» de una función L con sumas sobre potencias de primos, introducida por primera vez por Bernhard Riemann para la función zeta de Riemann. Tales fórmulas explícitas también han sido aplicadas a otras ramas de la matemática como pueden ser cuestiones sobre los límites de discriminantes del campo de los números algebraicos.
Es cuando la variable dependiente o función está despejada

## Fórmula Explícita de Riemann
En su ensayo de 1859, Sobre los números primos menores que una magnitud dada, Riemann encontró una fórmula explícita para la cantidad de números primos menores π(x) que un número dado x. Su fórmula estaba dada en términos de la siguiente función:
{\displaystyle f(x)=\pi (x)+{\frac {1}{2}}\pi (x^{1/2})+{\frac {1}{3}}\pi (x^{1/3})+\cdots }
la cual cuenta números primos dónde la potencia de un primo pn se cuenta como 1/n de éste. El número de primos puede ser recuperado de esta función, utilizando la fórmula de inversión de Möbius:
{\displaystyle \pi (x)=\sum _{n}\mu (n)f(x^{1/n})/n=f(x)-{\frac {1}{2}}f(x^{1/2})-{\frac {1}{3}}f(x^{1/3})-\cdots .}
La fórmula de Riemann entonces es:
{\displaystyle f(x)=\operatorname {Li} (x)-\sum _{\rho }\operatorname {Li} (x^{\rho })-\log(2)+\int _{x}^{\infty }{\frac {dt}{t(t^{2}-1)\log(t)}}}
involucrando una suma sobre los «ceros no triviales» ρ de la función zeta de Riemann. La suma no es  absolutamente convergente, pero puede ser evaluada tomando los ceros, en el sentido del valor absoluto de la parte imaginaria de estos. La función Li que se presenta en el primer término de la ecuación se refiere concretamente a la función logaritmo integral (no desplazada) dada por el valor principal de Cauchy de la integral divergente
{\displaystyle \operatorname {Li} (x)=\int _{0}^{x}{\frac {dt}{\log(t)}}.}
Los términos Li(xρ) involucrando los ceros de la función zeta necesitan cierto cuidado en su definición, puesto que Li tiene una gama de puntos en 0 y 1. Los valores son definidos por continuación analítica de la función Li de variable compleja ρ, en la región x>1 y Re(ρ)>0. Los otros términos también corresponden a ceros: el término dominante Li(x) proviene del polo en s = 1, considerado como un cero de multiplicidad −1, y el resto de términos pequeños provienen de los «ceros triviales». 
En esencia, esta fórmula dice que los ceros de la función zeta de Riemann controla las oscilaciones de los números primos alrededor de sus «posiciones esperadas». (Para ver gráficos de las sumas de los primeros pocos términos de estas series, consultar Zagier, 1977.)
Una variación más simple de la fórmula de Riemann, usando la función de Chebyshov ψ en vez de π es
{\displaystyle \psi (x)=x-\sum _{\rho }{\frac {x^{\rho }}{\rho }}-\log(2\pi )-\log(1-x^{-2})/2}
donde para un x no entero, ψ(x) es la suma de log(p) sobre todas las potencias primas pn menores que x.